# Allogalathea inermis
Allogalathea inermis is een tienpotigensoort uit de familie van de Galatheidae. De wetenschappelijke naam van de soort is voor het eerst geldig gepubliceerd in 2011 door Cabezas, Macpherson & Machordom.